# Charlie Collins (Musiker, 1952)
Charlie Collins (* 26. September 1952) ist ein britischer Musiker (Vibraphon, Schlagzeug, Perkussion) des Free Jazz und der Neuen Improvisationsmusik.

## Leben und Wirken
Collins wuchs in Sheffield auf; mit elf Jahren spielte er Schlagzeug. 1969 begann er sich mit Improvisationsmusik zu beschäftigen, spielte in den 1970er Jahren sowohl in R&B als auch in Free-Jazz-Formationen und war 1978 in die Industrial-Szene Englands involviert. Er gehörte den Ensembles Clock DVA (als Saxophonist) und The Box an und nahm für die Label Industrial, Fetish und Doublevision auf. Ab Mitte der 1980er Jahre tourte er in Europa und unterrichtete Improvisation an der Nottingham Trent University, arbeitete mit Tanzgruppen und Dichtern. Er wirkte am Live-Soundtrack zu Teinosuke Kinugasas Stummfilm Kurutta Ippēji (Page of Madness) mit. Mit Moloko trat er bei Top of the Pops auf. Seit den 2000er Jahren arbeitet er regelmäßig mit Martin Archer, bei dessen Produktionen er auch Holzblasinstrumente und elektronische Geräte spielt, Sonny Simmons (seit 2007), Beatrix Ward-Fernandez und dem Free-Folk-Kollektiv The Hunter Gracchus. Er spielte außerdem im Duology-Projekt mit Ted Daniel und Michael Marcus sowie mit Rob Brown und Daniel Levin.